# Вудландс (Калифорнија)
Вудландс (енгл. Woodlands) насељено је место без административног статуса у америчкој савезној држави Калифорнија.

## Демографија
По попису из 2010. године број становника је 576.
| Група             | 2000.    | 2010.       |
| Белци             | 0 (0,0%) | 516 (89,6%) |
| Афроамериканци    | 0 (0,0%) | 7 (1,2%)    |
| Азијати           | 0 (0,0%) | 18 (3,1%)   |
| Хиспаноамериканци | 0 (0,0%) | 27 (4,7%)   |
| Укупно            | 0        | 576         |